# 八坂村 (大分県)
八坂村（やさかむら）は、大分県速見郡にあった村。現在の杵築市の一部にあたる。

## 地理
国東半島の頸部、八坂川の流域に位置していた

## 歴史
- 1889年（明治22年）4月1日、町村制の施行により、速見郡中村、相原村、日野村、八坂村、本庄村が合併して村制施行し、八坂村が発足[1][2]。旧村名を継承した中、相原、日野、八坂、本庄の5大字を編成[2]。
- 1955年（昭和30年）4月1日、速見郡杵築町・北杵築村、東国東郡奈狩江村と合併し、市制施行し杵築市を新設して廃止された[1][2]。

## 産業
- 農業、商業[2]

## 交通

### 鉄道
- 1911年（明治44年）豊州線（現日豊本線）が開通し杵築駅開設[2]。
- 1921年（大正10年）国東線（のち大分交通国東線）が開通し八坂駅開設[2]。

### 橋梁
- 1915年（大正4年）八坂釣橋架橋（八坂川、中村～友清間）[2]